# Joseph Blandisi
Joseph Blandisi, född 18 juli 1994 i Markham, är en kanadensisk professionell ishockeyspelare som tillhör NHL-laget Pittsburgh Penguins och spelar för deras farmarlag Wilkes-Barre/Scranton Penguins i AHL.
Han har tidigare spelat på NHL-nivå för Anaheim Ducks och New Jersey Devils i NHL och på lägre nivåer för San Diego Gulls och Albany Devils i AHL, Owen Sound Attack, Ottawa 67's och Barrie Colts i OHL.

## Spelarkarriär

### NHL
Blandisi draftades i sjätte rundan i 2012 års draft av Colorado Avalanche som 162:a spelare totalt.

#### New Jersey Devils
Han debuterade i NHL 11 december 2015 i en vinst mot Detroit Red Wings. Han spelade totalt 68 matcher med Devils.

#### Anaheim Ducks
30 november 2017 blev han tillsammans med Adam Henrique och ett draftval i tredje rundan 2018 tradad till Anaheim Ducks i utbyte mot Sami Vatanen och ett villkorligt draftval.

#### Pittsburgh Penguins
Den 17 januari 2019 tradades han till Pittsburgh Penguins i utbyte mot Derek Grant.

## Statistik
| 2010–2011    | Vaughan Vipers                 | OJHL         | 7   | 2   | 0   | 2   | 14  | —  | — | — | —  | —  |
| 2011–2012    | Owen Sound Attack              | OHL          | 68  | 17  | 14  | 31  | 72  | 5  | 0 | 1 | 1  | 8  |
| 2012–2013    | Owen Sound Attack              | OHL          | 37  | 7   | 18  | 25  | 49  | —  | — | — | —  | —  |
|              | Ottawa 67's                    | OHL          | 26  | 8   | 18  | 26  | 68  | —  | — | — | —  | —  |
| 2013–2014    | Ottawa 67's                    | OHL          | 37  | 21  | 16  | 37  | 57  | —  | — | — | —  | —  |
|              | Barrie Colts                   | OHL          | 10  | 3   | 10  | 13  | 16  | —  | — | — | —  | —  |
| 2014–2015    | Barrie Colts                   | OHL          | 68  | 52  | 60  | 112 | 126 | 9  | 6 | 8 | 14 | 22 |
| 2015–2016    | New Jersey Devils              | NHL          | 41  | 5   | 12  | 17  | 34  | —  | — | — | —  | —  |
|              | Albany Devils                  | AHL          | 27  | 9   | 14  | 23  | 49  | 11 | 2 | 1 | 3  | 14 |
| 2016–2017    | New Jersey Devils              | NHL          | 27  | 3   | 6   | 9   | 26  | —  | — | — | —  | —  |
|              | Albany Devils                  | AHL          | 31  | 8   | 17  | 25  | 60  | 2  | 0 | 0 | 0  | 6  |
| 2017–2018    | Binghamton Devils              | AHL          | 19  | 3   | 11  | 14  | 24  | —  | — | — | —  | —  |
|              | Anaheim Ducks                  | NHL          | 3   | 0   | 0   | 0   | 2   | —  | — | — | —  | —  |
|              | San Diego Gulls                | AHL          | 27  | 5   | 10  | 15  | 40  | —  | — | — | —  | —  |
| 2018–2019    | Anaheim Ducks                  | NHL          | 3   | 0   | 0   | 0   | 6   | —  | — | — | —  | —  |
|              | San Diego Gulls                | AHL          | 27  | 8   | 15  | 23  | 42  | —  | — | — | —  | —  |
|              | Wilkes-Barre/Scranton Penguins | AHL          | —   | —   | —   | —   | —   | —  | — | — | —  | —  |
| NHL totalt   | NHL totalt                     | NHL totalt   | 74  | 8   | 18  | 26  | 68  | —  | — | — | —  | —  |
| AHL totalt   | AHL totalt                     | AHL totalt   | 131 | 33  | 67  | 100 | 215 | 13 | 2 | 1 | 3  | 20 |
| LHJMQ totalt | LHJMQ totalt                   | LHJMQ totalt | 246 | 108 | 136 | 244 | 388 | 14 | 6 | 9 | 15 | 30 |